# Tamás Bakócz

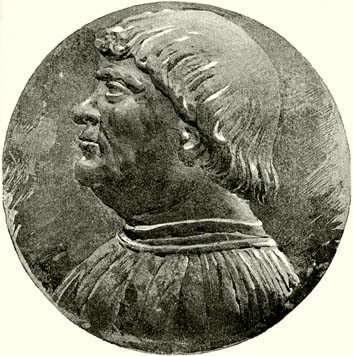
Porträt des Kardinals Tamás Bakócz

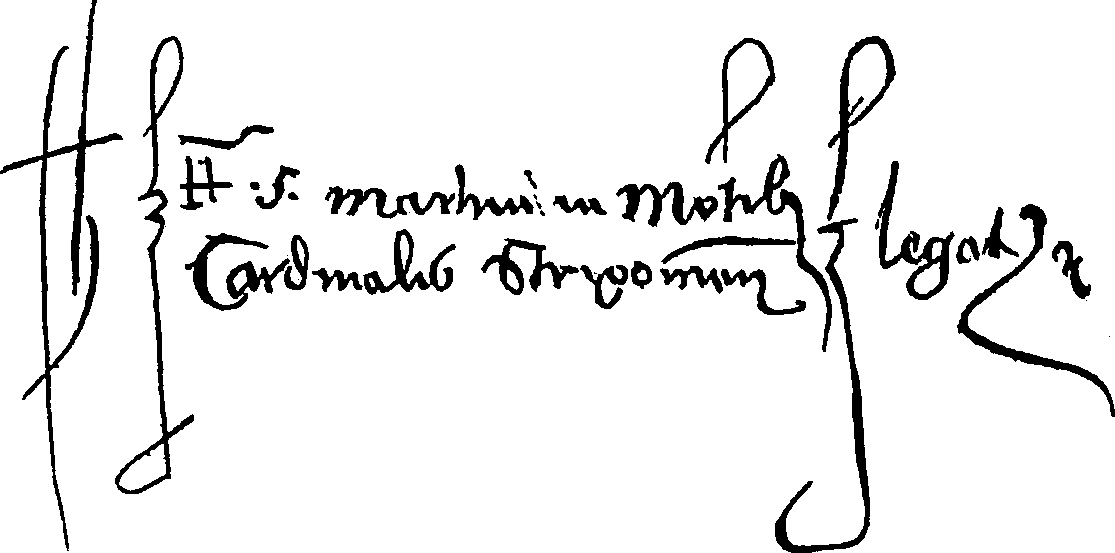
Signatur des Kardinals

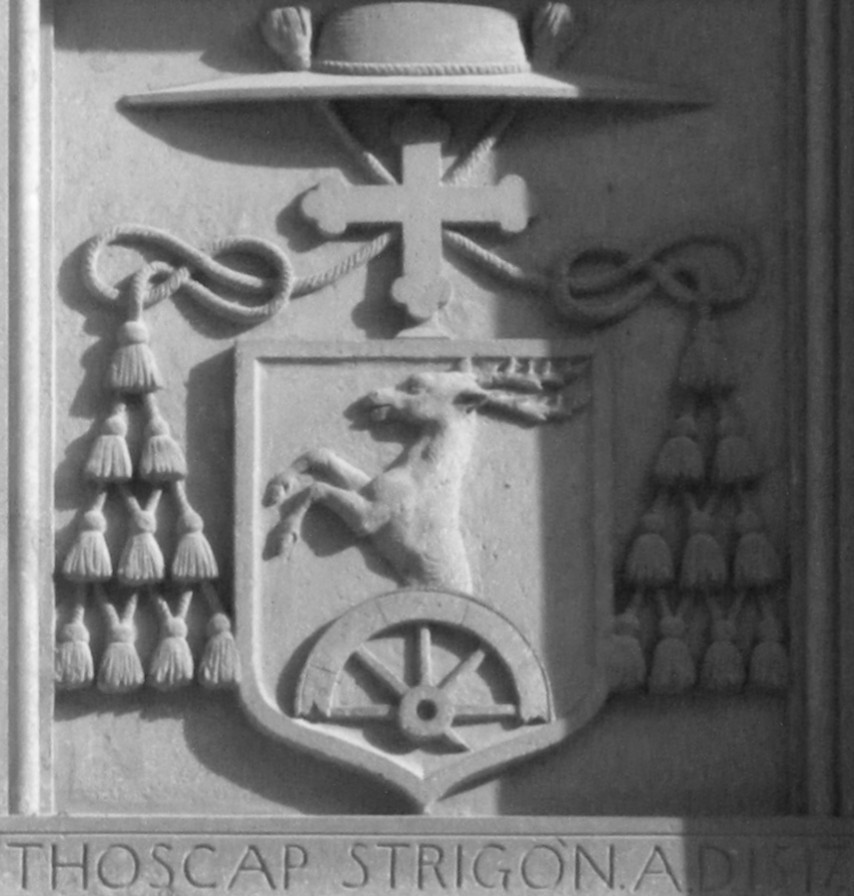
Wappen des Kardinals (spätneuzeitliche Darstellung)

Tamás Bakócz (kroatisch Toma Bakač; * 1442 in Erdőd; † 15. Juni 1521 in Esztergom) war ein ungarischer Kardinal und Politiker aus der Familie Erdődy.

## Leben
Bakócz entstammte einer Familie des ungarischen Kleinadels und wurde in Erdőd im Komitat Szatmár geboren. Er wurde von seinem Onkel Bálint Bákocz adoptiert, der ihm eine Ausbildung zum Priester ermöglichte. Tamás Bakócz studierte Rechtswissenschaften in Breslau und an der Universität Padua. Später wurde er einer der Sekretäre von Matthias Corvinus, der ihn 1486 zum Bischof von Győr ernannte. 1490 wurde er Mitglied des Kronrates und Kanzler. Danach wurde er Bischof von Zagreb.
Unter Vladislav II. erhielt er als Bischof von Eger eines der reichsten Bistümer Ungarns. 1497 wurde er Erzbischof von Esztergom und damit Primas von Ungarn. Von 1490 bis zu seinem Tod 1521 war er Kanzler des Königreichs Ungarn und verantwortlich für die Außenpolitik des Landes. Dabei diente ihm als Schreiber Lazarus Secretarius.
1500 erhob ihn Alexander VI. zum Kardinal und ernannte ihn zum Kardinalpriester von Santi Silvestro e Martino ai Monti. Seit 1507 war Kardinal Bakócz zudem Titularpatriarch von Konstantinopel. Nach dem Tod von Pius III. nahm er am Konklave Oktober 1503 zur Wahl des neuen Papstes teil. Er setzte seinen großen politischen Einfluss, auch seinen Reichtum ein, um die Wahl zu seinen Gunsten zu beeinflussen, vermochte es aber nicht, sich gegen den schließlich gewählten Papst Julius II. durchzusetzen.
Er kehrte als päpstlicher Legat nach Ungarn zurück, mit einer Bulle von Leo X. für einen Kreuzzug gegen die Türken. Mit den Vorbereitungen für den Kreuzzug beauftragte er den Szekler György Dózsa. Diese Entscheidung mündete in einen verheerenden Bauernaufstand.
Nach dem Tod von Vladislav II. (1516) verlor er an politischem Einfluss. Die letzten Jahre seines Lebens war er so krank, dass er sein Haus nicht mehr verlassen konnte. Als er am 15. Juni 1521 starb, hinterließ er seinen Verwandten (die sich nach seinem Geburtsort Grafen Erdődy nannten) ein Millionenvermögen.